# Vlasta Koudelová
Vlasta Koudelová (* 17. března 1947 Nové Město na Moravě) je česká zpěvačka,herečka a moderátorka.

## Život
Vlasta Koudelová pochází z Ostrova nad Oslavou na Českomoravské vrchovině,kde prožila svoje dětství. Otec Jan Koudela byl ředitelem místní základní školy, později školním inspektorem. Matka Marie Koudelová byla kuchařka. Základní školu a gymnázium absolvovala Vlasta Koudelová ve Žďáru nad Sázavou. Od dětství se věnovala ochotnickému divadlu. V roce 1970 vyhrála herecký konkurz do divadla Vítězslava Nezvala v Karlových Varech. Vedle hraní v divadle začala po večerech zpívat v místních kapelách v hotelu Otava a později v Grandhotelu Pupp. Nakonec opustila stálé angažmá v divadle a věnovala se profesionálně zpěvu v místní karlovarské kapele Metronom. S kapelou Metronom vystupovala nejen v tehdejším Československu, ale i NDR, v Polsku a Sovětském svazu. Tato představení kromě zpěvu i sama moderovala, ať už v ruštině, polštině nebo v němčině. V roce 1976 nastoupila jako sólová zpěvačka do Country Beatu Jiřího Brabce, kde vystřídala Naďu Urbánkovou, která odešla na mateřskou dovolenou. Od roku 1978 spolupracovala s Jiřím Hrzánem a kapelou Zdeňka Bartáka mladšího a vytvořili pořady Role, které jsem nehrál a Drahé ženy a já. Po tragické smrti Jiřího Hrzána v září 1980 se vrátila do Country Beatu Jiřího Brabce, kde zpívala společně s Karlem Černochem. Potom se věnovala pouze menším klubovým pořadům. Hrála v divadelním představení Smrt zvoní dvakrát, kde se seznámí s Pavlem Trávníčkem a spolu vytvořili samostatný klubový pořad. Dále spolupracovala na dalším pořadu s Janem Krůtou z Mladého světa a později byl jejím hostem a spoluautorem Doc. Ivo Pondělíček. Po roce 1989 se kromě zpěvu věnuje i moderování.

## Alba a singly
| název alba/singlu                                                | Nakladatelství | Rok vzniku |
| ---------------------------------------------------------------- | -------------- | ---------- |
| Mini Medailón - Písně Z Představení "Role, Které Jsem Nehrál"    | Supraphon      | 1979       |
| Všechno Jak Má Být / S Tebou To Tak Pěkně Začíná                 | Supraphon      | 1979       |
| Léto Je Letitý Lék / Orientační Běh                              | Supraphon      | 1979       |
| Perly Do Mušlí / Velociped                                       | Supraphon      | 1979       |
| Zlatá Jablka / Modrý Pokoj                                       | Supraphon      | 1980       |
| Mladá Muzika                                                     | Supraphon      | 1980       |
| Ty Můj Milý / Loučení Je Zlé                                     | Supraphon      | 1981       |
| Apartmá V Hotelu Sen (Wrong Road Again) / To Jsi Ty A To Jsem Já | Supraphon      | 1982       |
| Je Mi Hej- the Best of 1976-2016                                 |                | 2017       |